# Nà Tăm
Nà Tăm là một xã thuộc huyện Tam Đường, tỉnh Lai Châu, Việt Nam.
Xã Nà Tăm có diện tích 23,78 km², dân số năm 1999 là 2387 người, mật độ dân số đạt 100 người/km².